# Davide Moscardelli
Davide Moscardelli (Mons, Bélgica, 3 de febrero de 1980) es un exfutbolista profesional belgoitaliano que jugó como delantero. Moscardelli, un delantero dinámico, posee buena capacidad técnica y fuerza. Es famoso por sus goles acrobáticos, así como por su icónica barba.
A partir de la Promozione, la séptima división del fútbol italiano, en 1997, Moscardelli ascendió en el sistema de la liga italiana de fútbol y alcanzó la Serie C2, la cuarta división, en 2002. Entre 2003-04 y 2009-10, Moscardelli jugó siete temporadas consecutivas en la Serie B, para Triestina, Rimini, Cesena y Piacenza. En 2010-11, Moscardelli debutó en la Serie A con el Chievo Verona, con quien permaneció tres temporadas, antes de jugar para el Bologna de primer nivel durante dos temporadas, la última en la primera división italiana. Entre 2014 y 2019, Moscardelli desarrolló su carrera en la tercera división italiana, antes de jugar su última temporada, la 2019-20, con el Pisa en la Serie B y luego unirse al equipo de la academia de Francesco Totti.

## Primeros años de vida
Moscardelli nació en Mons, Bélgica, el 3 de febrero de 1980, ya que su padre, junto con su familia, trabajaba en Bélgica para la Fuerza Aérea Italiana. Moscardelli luego se mudó a Roma, Italia (ciudad de origen de sus padres)donde dio sus primeros pasos como futbolista. Debido a pasar gran parte de su vida en Italia, Davide es aficionado de la AS Roma y su sueño era jugar en el club, así como debutar en Serie A.

## Vida personal
Moscardelli tiene un hermano mayor, que ha jugado al fútbol como delantero a nivel amateur. Está casado con Guendalina Tobia, con quien tiene dos hijos. Los dos se casaron el 5 de diciembre de 2011 en Verona. Además de sus cualidades futbolísticas, Moscardelli es ampliamente conocido por su barba, que ha sido denominada "la barba más famosa del fútbol". De hecho, se ha abstenido de afeitarse la barba desde el 2 de febrero de 2013.

## Carrera

### Pasos por categorías menores
Moscardelli comenzó su carrera en un club las inferiores de un club llamado Romulea (1994-1995), al año siguiente pasó por la reserva del ASD San Cesareo, donde se iría a los 17 años en 1997. Ya de forma profesional, arribó al pequeño club italiano de Maccarese, que jugó en Promozione Lazio (1997-2000) y Eccellenza Lazio (2000-01). Marcó 20 goles en liga en 27 partidos de liga con su nuevo equipo Guidonia Montecelio en la temporada 2001-02 del Eccellenza Lazio. Sin embargo, también provocó que al equipo se le descontaran 10 puntos, luego de que lo obligaran a jugar a pesar de haber sido descalificado. El equipo consiguió el ascenso a pesar de la dura sanción, ya que el club derrotó al Deruta de Umbría en el play-off de ascenso nacional del Eccellenza, como uno de los 7 ganadores. Su rendimiento en ese club fue más que destacado, anotando 44 goles en 27 partidos.
Su eficiencia atrajo el interés del Chievo Verona de la Serie A, quien le ofreció un contrato profesional, pero lo transfirió al Sangiovannese de la Serie C2 en un acuerdo de copropiedad. Con el equipo toscano marcó una media de 0,5 goles por partido de liga. En junio de 2003, Sangiovannese lo compró directamente, pero lo vendió al Triestina de la Serie B en un acuerdo de copropiedad por 250.000 euros, con un contrato de 4 años.
En junio de 2004, Triestina adquirió el 50% restante de los derechos de registro de Moscardelli, por una tarifa adicional de 500.000 euros. En la temporada siguiente jugó con menos regularidad (36 partidos) y marcó 7 goles en la Serie B. Triestina terminó justo por encima de la zona de descenso y entró en el play-off para el desempate de descenso y el equipo ganó 4-0 a Vicenza en el global. Moscardelli ingresó en la segunda mitad del partido de ida de la eliminatoria y no jugó el partido de vuelta.
Moscardelli se unió al recién llegado Rimini a la Serie B el 27 de agosto de 2005. En su primera temporada con Rimini, rotó con Simone Motta y Sergio Floccari por el puesto de segundo delantero hasta que enero se fue Floccari. Marcó en su debut con el club el 10 de septiembre, en ese partido formó pareja con Motta y Moscardelli marcó 1 gol; Después de que Moscardelli fuera sustituido por Floccari, Motta anotó 2 goles más en los minutos 85 y 95 e hizo que Rimini ganara 4-2 contra Catanzaro. Marcó 6 goles en 31 partidos.
En la temporada siguiente, Rimini fichó al portero Samir Handanovič, a los delanteros Jeda y Alessandro Matri (que luego se convirtieron en titulares en la Serie A), el equipo hizo un gran avance y terminó quinto, mientras que Moscardelli y Matri principalmente como suplentes hicieron 11 y 10. iniciar respectivamente. A pesar de sólo disputar 11 titularidades, marcó 9 goles y Matri 4.
Al comienzo de la temporada 2007-08 de la Serie B, jugó dos veces con el Rimini en la Coppa Italia 2007-08 y marcó 1 gol. Jugó ambos partidos como suplente en la segunda parte. Sin embargo, en agosto de 2007 fue vendido al equipo Cesena de la Serie B (y rival regional, ambos en Romaña) en otro acuerdo de copropiedad, por 650.000 euros en un contrato de 4 años. En Cesena, Moscardelli jugó 40 partidos de la Serie B como titular. Se asoció con Milan Đurić y marcó 15 goles, pero Cesena acabó último y descendió, con el menor número de goles marcados.
En junio de 2008, Rimini lo volvió a comprar por €550.000 y lo revendió al Piacenza en otro acuerdo de copropiedad (también otro equipo de Emilia-Romaña) por una tarifa no revelada. Firmó un contrato de 3 años. Con el equipo de Emilia, Moscardelli se aseguró un lugar en el rol de delantero. Esa temporada Piacenza terminó en la mitad de la tabla y ninguno anotó una cifra doble.
En la temporada 2009-10, uno de los socios de Moscardelli a menudo era Simone Guerra, quien Moscardelli anotó 14 goles en la liga. Esa temporada Piacenza sólo anotó 40 goles y terminó en el puesto 15 de 22 equipos.
En junio de 2010, Rimini decidió ceder el 50% restante de los derechos a Piacenza. Fue titular en los amistosos de pretemporada.

### Chievo Verona
En agosto de 2010, fue vendido al Chievo de la Serie A después de que no lograra fichar a Riccardo Meggiorini y Matteo Ardemagni para asociarse con su delantero estrella Sergio Pellissier. Chievo había liberado al delantero Erjon Bogdani; sólo estaba disponible Pablo Granoche. Piacenza también renovó a Daniele Cacia, lo que hizo que la titularidad de Moscardelli se volviera incierta.
Moscardelli tuvo un buen comienzo en su segunda etapa con el equipo véneto. Marcó en su debut en la Serie A, en la victoria por 2-1 contra Catania el 29 de agosto de 2010. En el siguiente partido, marcó un gol en un partido fuera de casa que ganó al Genoa por 3-1. Sin embargo, pronto compartió la titularidad con Cyril Thereau, otro delantero. Se convirtieron en compañeros en el frente.
Cuando hizo su debut en la Serie A, sus antiguos clubes exigieron al Chievo que pagara una compensación especial por entrenamiento llamada "Premio alla Carriera", pero el Chievo se negó; sin embargo, la FIGC otorgó al Maccarese 54.000 € (3 temporadas), al San Cesareo 36.000 € (2 temporadas) y Romulea 18.000€ (1 temporada). En julio de 2011 amplió su contrato hasta el 30 de junio de 2013.
En el Chievo, anotó 11 goles en 72 partidos.

### Breve paso por Bologna
El 30 de enero de 2013, Moscardelli fichó por el Bologna. Pasó dos temporadas en el club y fue utilizado principalmente como suplente logrando sólo marcar 3 goles.

### Lecce
El 31 de julio de 2014, fichó por el US Lecce de la Serie C en transferencia gratuita. En su segunda temporada con el club, llegaron con éxito a las finales de los play-offs de promoción, pero fueron derrotados en la segunda ronda ante el US Foggia, perdiendo 4-2 en el global. Con Lecce, Davide logró la cifra de 28 goles en 68 partidos.

### Arezzo
El 11 de julio de 2016, Moscardelli fichó por SS Arezzo en forma gratuita. En su primera temporada con el Arezzo acabó cuarto de su grupo y se clasificó para el play-off de ascenso. A pesar de tomar una ventaja temprana en el partido con un gol de Moscardelli, perdieron la primera ronda ante el A.S. Lucchese fue derrotado 1-2 en casa. Con 30 goles en 67 partidos, se iría del club en 2018.

### Pisa y retiro
El 3 de julio de 2018 se incorporó a Pisa tras ser liberado por Arezzo. En su primera temporada con el Pisa terminaron terceros en su grupo y se clasificaron para los playoffs de ascenso a la Serie C. Moscardelli marcó un gol importante en el partido en casa contra Carrarese que les permitiría pasar a la siguiente ronda de la competición. Pisa ganaría su partido de ascenso contra Triestina y vería a Moscardelli regresar a la Serie B después de casi una década. Con la camiseta del club, Moscardelli anotó 17 goles en 67 partidos.
Moscardelli anunció su retiro el 29 de agosto de 2020 y posteriormente se incorporó al cuerpo técnico de Pisa.

### Totti Sporting Club y la chance de jugar con su ídolo
Tras retirarse, su ídolo Francesco Totti lo invitó a jugar al equipo de su academia, Davide aceptó y (junto con otros jugadores amateurs) pudo disputar minutos con su ídolo y así cumplir un sueño.

## Estilo de juego
Moscardelli, delantero zurdo, es móvil y físicamente fuerte, y posee una excelente técnica individual. También capaz de jugar como delantero central, Moscardelli es principalmente un segundo delantero, que puede jugar en toda el área de ataque comenzando desde la distancia. Moscardelli es conocido por sus goles acrobáticos. Fue apodado Battigol porque lo compararon con Gabriel Batistuta durante su estadía con equipos de la Serie B.
Para mucha gente, Davide era tan bueno que en mayo de 2019, un vídeo de YouTube que mostraba lo más destacado de las jugadas de Moscardelli (titulado "Davide Moscardelli es demasiado bueno para el Balón de Oro"), se volvió viral y acumuló más de 5 millones de visitas en menos de dos semanas. En toda su carrera, Davide anotó 219 goles en 732 partidos.